# Canton de Saulieu
Le canton de Saulieu était une division administrative française située dans le département de la Côte-d'Or et la région Bourgogne-Franche-Comté.

## Géographie
Ce canton était organisé autour de Saulieu dans l'arrondissement de Montbard. Son altitude variait de 260 m (Sincey-lès-Rouvray) à 683 m (Champeau-en-Morvan) pour une altitude moyenne de 449 m.

## Histoire
Depuis le Redécoupage cantonal de 2014, le Canton de Saulieu est intégré au Canton de Semur-en-Auxois.

## Représentation

### Conseillers généraux de 1833 à 2015
| Période         | Période           | Identité                                               | Étiquette              | Qualité |
| --------------- | ----------------- | ------------------------------------------------------ | ---------------------- | --- |
| 1833            | 1842              | Andoche Laligant                                       |                        | Chef de bataillon de la Garde nationale Propriétaire à Saulieu                                                                                  |
| 1842            | 1848              | Claude Court (1794-1871)                               |                        | Maire de Précy-sous-Thil |
| 1848            | 1852              | Louis Moreau                                           |                        | Médecin à Saulieu |
| 1852            | 1865 (décès)      | Etienne Victurnien Prince de Beauvau-Craon (1818-1865) |                        | Propriétaire du château de Thoisy-la-Berchère                                                                                                   |
| 1866            | 1870              | Pierre Roy                                             |                        | Ancien notaire - Maire de Saulieu, conseiller d'arrondissement                                                                                  |
| 1870            | 1877 (démission)  | Louis Meugniot                                         |                        | Vétérinaire à Saulieu |
| 1878            | 1886              | Henri Moreau                                           | Républicain            | Notaire à Censerey Député (1871-1876) |
| 1886            | 1898              | Mathieu Bizouard-Bert                                  | Républicain            | Tanneur à Saulieu Député (1889-1898) |
| 1898            | 1905 (annulation) | Ferdinand Bonnard                                      | Républicain            | Maire de Saulieu |
| 1905            | 1910              | Jean Boisseau                                          | Rad.                   | Notaire à Saulieu |
| 1910            | 1922              | Léon Héliot                                            |                        | Vétérinaire à Saulieu |
| 1922            | 1928              | Louis Simon                                            |                        | Docteur en médecine à La Roche-en-Brenil |
| 1928            | 1940              | Alfred Guillaume                                       | Rad.ind.               | Vétérinaire Maire de Saulieu Nommé conseiller départemental en 1942                                                                             |
|                 |                   |                                                        |                        | |
| 1945            | 1966 (décès)      | Marcel Roclore                                         | DVD-CNI                | Médecin, ancien résistant Député (1945-1951 et 1956-1962) Ministre (1947) Maire de Saulieu (1945-1965) Président du Conseil Général (1951-1966) |
| 15 janvier 1967 | 1974 (décès)      | Auguste Hervey (1901-1974)                             | RI                     | Charcutier Maire de Saulieu (1970-1974) |
| 1975            | 1994              | Philippe Lavault                                       | Centre gauche puis UDF | Médecin Maire de Saulieu (1974-1995) |
| 1994            | 2014 (démission)  | Anne-Catherine Loisier                                 | DVD puis UDI           | Gestionnaire de forêts Maire de Saulieu (2008-2017) Sénatrice depuis 2014                                                                       |
| 2014            | 2015              | Christian Nault (1950-2016)                            | MoDem                  | Directeur de carrière Maire de Rouvray (2001-2016)                                                                                              |

### Conseillers d'arrondissement (de 1833 à 1940)
Le canton de Saulieu avait deux conseillers d'arrondissement jusqu'en 1926.
Il faisait partie de l'arrondissement de Semur jusqu'à sa disparition en 1926.
| Période                                  | Période          | Identité                            | Étiquette           | Qualité |
| ---------------------------------------- | ---------------- | ----------------------------------- | ------------------- | --- |
| 1833                                     | 1836             | Gaspard Michel Finot (1772-1851)    |                     | Pharmacien, Président du Tribunal de commerce, conseiller municipal de Saulieu                              |
| 1833                                     | 1848             | Alban Thomas                        |                     | Médecin à Saulieu                                                                                           |
| 1836                                     | 1848             | Albert Fortuné Mérandon (1799-1878) |                     | Maire de Saulieu                                                                                            |
| 1848                                     | 1852             | François Mouchot                    | Républicain         | Adjoint au maire de Thoisy-la-Berchère (révoqué en 1851)                                                    |
| 1848                                     | 1852             | Edme Andoche Tixier                 |                     | Défenseur auprès du Tribunal de commerce puis notaire à Saulieu                                             |
| 1852                                     | 1864             | Jacques Félix Dupré de Vismaugé     |                     | Propriétaire à Saulieu                                                                                      |
| 1852                                     | 1864             | Alban Thomas                        |                     | Médecin à Saulieu                                                                                           |
| 1864                                     | 1870             | Guillaume Jean Charles              |                     | Propriétaire à Saulieu                                                                                      |
| 1864                                     | 1866             | Pierre Roy                          |                     | Notaire à Saulieu                                                                                           |
| 11 mars 1866                             | 1871             | François Marie Gagey (1819-1882)    |                     | Maire de La Roche-en-Brenil                                                                                 |
| 1870                                     | 1877             | M. Thomas (1822-1881)               | Droite              | Notaire, propriétaire à La Roche-en-Brenil                                                                  |
| 1871                                     | 1877             | Charles Rasse                       | Droite              | Docteur en médecine, Moux                                                                                   |
| 1877                                     | 1882 (décès)     | Jean-Baptiste Choubley-Régneau      | Républicain         | Propriétaire à Merceuil                                                                                     |
| 1877                                     | 1883             | Émile Lavergne                      | Républicain         | Docteur en médecine à Saulieu                                                                               |
| 18 juin 1882                             | 1902 (décès)     | Louis Picoche (1828-1902)           | Républicain         | Maire de Saint-Didier                                                                                       |
| 1883                                     | 1890 (démission) | Alfred Chapé                        |                     | Notaire à Saulieu                                                                                           |
| 1890                                     | 1901 (décès)     | Pierre Charles Champenois           |                     | Propriétaire à Saulieu                                                                                      |
| 1901                                     | 1905             | M. Caillot-Champenois               | Radical             | Marchand de bois, propriétaire à Saulieu                                                                    |
| 1902                                     | 1925             | Auguste Gobley                      | Républicain radical | Viticulteur, négociant en vins, maire de Montlay                                                            |
| 1906                                     | 1919             | Auguste Cordin                      |                     | Maire de Saint-Léger-de-Fourches puis de Champeau                                                           |
| 1919                                     | 1925             | César Forestier (1881-1968)         | Radical             | Agriculteur à Bierre-en-Morvan, maire de La Roche-en-Brenil                                                 |
| 1925                                     | 1930 (décès)     | Albert Lesage                       |                     | Agriculteur à Rouvray                                                                                       |
| 1930                                     | 1940             | Ernest Gaumont (1905-1994)          | SFIO                | Agriculteur à Perron, Saulieu, Président du syndical agricole de Saulieu                                    |
| 1940                                     |                  |                                     |                     | Les conseils d'arrondissement ont été suspendus par la loi du 12 octobre 1940 et n'ont jamais été réactivés |
| Les données manquantes sont à compléter. |                  |                                     |                     | |

## Composition
Le canton de Saulieu regroupait 14 communes :
| Communes                | Population (2012) | Code postal | Code Insee |
| ----------------------- | ----------------- | ----------- | ---------- |
| Champeau-en-Morvan      | 237               | 21210       | 21139      |
| Juillenay               | 50                | 21210       | 21328      |
| Molphey                 | 139               | 21210       | 21422      |
| Montlay-en-Auxois       | 151               | 21210       | 21434      |
| La Motte-Ternant        | 163               | 21210       | 21445      |
| La Roche-en-Brenil      | 891               | 21530       | 21525      |
| Rouvray                 | 580               | 21530       | 21531      |
| Saint-Andeux            | 128               | 21530       | 21538      |
| Saint-Didier            | 194               | 21210       | 21546      |
| Saint-Germain-de-Modéon | 184               | 21530       | 21548      |
| Saulieu                 | 2 837             | 21210       | 21584      |
| Sincey-lès-Rouvray      | 125               | 21530       | 21608      |
| Thoisy-la-Berchère      | 261               | 21210       | 21629      |
| Villargoix              | 173               | 21210       | 21687      |

## Démographie
| 1962  | 1968  | 1975  | 1982  | 1990  | 1999  | 2006  | 2011  | 2012  |
| ----- | ----- | ----- | ----- | ----- | ----- | ----- | ----- | ----- |
| 7 852 | 7 384 | 6 545 | 6 554 | 6 149 | 6 081 | 6 039 | 5 902 | 5 871 |